# Gamma Phoenicis
Gamma Phoenicis (γ Phe / γ Phoenicis / Gamma Phoenicis) è la terza stella più brillante della costellazione della Fenice. La sua magnitudine apparente è 3,41 e dista circa 233 anni luce dal sistema solare.

## Osservazione
Si tratta di una stella situata nell'emisfero australe celeste. La sua posizione moderatamente australe fa sì che questa stella sia osservabile specialmente dall'emisfero sud, in cui si mostra alta nel cielo nella fascia temperata; dall'emisfero boreale la sua osservazione risulta invece più penalizzata, specialmente al di fuori della sua fascia tropicale, e risulta invisibile più a nord del parallelo 47°N . La sua magnitudine pari a 3,41 le consente di essere scorta dai piccoli centri urbani senza difficoltà, sebbene un cielo non eccessivamente inquinato sia maggiormente indicato per la sua individuazione.
Il periodo migliore per la sua osservazione nel cielo serale ricade nei mesi compresi fra agosto e dicembre; nell'emisfero sud è visibile anche per buona parte dell'inverno, grazie alla declinazione australe della stella, mentre nell'emisfero nord può essere osservata in particolare durante i mesi autunnali boreali.

## Caratteristiche fisiche
La stella è una gigante rossa di tipo spettrale M0III che sta aumentando la sua luminosità per la seconda volta con ormai un nucleo inerte di carbonio al suo interno. Questo suo stato evolutivo è inferibile dalla variabilità irregolare della stella, la cui magnitudine fluttua infatti da 3,39 a 3,49 in periodi non ben precisi. La sua massa è di poco superiore a quella del Sole, del 25%, ma il suo raggio è aumentato a 53 volte quello solare, equivalente a 0,25 UA. In un futuro prossimo il suo destino è di rilasciare gli strati esterni per divenire una piccola e densa nana bianca.
Gamma Phoenicis è anche una binaria spettroscopica, la cui compagna non è risolvibile visualmente ma rilevabile solo dalle sue linee spettrali. Le notizie sulla compagna sono scarse: il periodo orbitale è di 193,85 giorni, e la distanza, se la compagna avesse la massa del Sole, sarebbe di 0,65 UA.